# Waiporia chathamensis
Espèce
Waiporia chathamensis est une espèce d'araignées aranéomorphes de la famille des Orsolobidae.

## Distribution
Cette espèce est endémique des îles Chatham en Nouvelle-Zélande.

## Description
Le mâle holotype mesure 2,64 mm et la femelle paratype 3,05 mm.

## Étymologie
Son nom d'espèce, composé de chatham et du suffixe latin -ensis, « qui vit dans, qui habite », lui a été donné en référence au lieu de sa découverte, les îles Chatham.

## Publication originale
- Forster & Platnick, 1985 : A review of the austral spider family Orsolobidae (Arachnida, Araneae), with notes on the superfamily Dysderoidea. Bulletin of the American Museum of Natural History, no 181, p. 1-229 (texte intégral).